# 原罪 (濱崎步專輯)
《原罪》（GUILTY）是日本歌手濱崎步發行的第九張專輯，2008年1月1日於日本發售，同月4日於台灣發售。發行後的兩週獲得了超越40萬的銷量。《原罪》同時也在亞洲其他地區獲得不俗的銷量，在台灣這張專輯於2008年僅次於她的另外一張精選《A COMPLETE 〜ALL SINGLES〜》，是日本專輯第二佳的銷售量。

## 背景與主題
2007年，濱崎步除了兩張精選輯以外，沒有發行額外的專輯。濱崎步在雜誌的訪談當中就說到，在創作剛開始她沒有任何一點靈感，勉強創作出來的作品不僅她自己不開心，聽眾也不會喜歡。但是過程中她忽然有了「我還是不唱不行」的想法，於是連續創作了五首歌曲，儘管她一度想停手放棄，這張專輯還是順利在2008年元旦發行。
《GUILTY》即「有罪」，濱崎步把這個詞定位是對她自己至今生存之道所下的評語。不論無心或有心的，在平常生活中傷害他人，或多或少每個人都有碰過這樣的事情，她提出了對這個世界上「無罪」的質疑。在此同時，她也給了另外一個不同的詮釋方式，「重生」，也就是回到原點的濱崎步。她認為創作《原罪》這張專輯，就像創作《以聲作責》或《愛現》時的那種感覺，不是帶給聽眾同感，而是將她的掙扎或迷惘毫無保留的在心中吶喊。
這張專輯主體在風格上，與先前發售並收錄在此內的單曲《talkin' 2 myself》十分接近，使用了大量的搖滾樂元素，風格偏向沉重濃厚。專輯的前半部以重拍搖滾為主題，後半部則是悲戚的抒情歌曲以及明亮且節奏感強的歌曲。對這樣編排，她解釋道：「無論人們有沒有意識到罪惡，又或高興或是悲傷。既然我們活在當下，就要努力繼續活下去。」《GUILTY》從頭到尾就是在敘述一個三部曲的故事，缺少當中的任何一首都會破壞這張專輯的完整性。
值得一提的是，自第四張原創專輯《I am...》以來均有份參與濱崎步專輯編曲工作的音樂製作人tasuku，沒有參與本張專輯的製作。
銷售方面，《GUILTY》在發行首週均登上了全週日冠，但基於元旦合算週的情況下，兩週合併的銷量以些微差距輸給可苦可樂的專輯《5296》，取得第2位，中斷了濱崎步自出道首張專輯以來連續8張冠軍原創專輯的紀錄，也是她個人首張未奪冠的原創專輯，而最終累計也比前作《Secret》下滑了十萬，售出約57萬張。
2020年4月8日，濱崎步本人開通了官方的抖音帳號，當中的投稿使用了本專輯收錄的歌曲「MY ALL」的中文版作為背景音樂。同年8月8日，這首歌的中文版在中國大陸率先數位發行，翌日在其餘國家及地區數位發行。

## 收錄歌曲
| CD       | CD                                                      | CD                   | CD       | CD    |
| 曲序     | 曲目                                                    | 作曲                 | 編曲     | 时长  |
| -------- | ------------------------------------------------------- | -------------------- | -------- | ----- |
| 1.       | Mirror                                                  | 中野雄太             | 中野雄太 | 1:56  |
| 2.       | (don't) Leave me alone（MTI「music.jp」電視廣告歌曲）   | 湯汲哲也             | HΛL      | 4:16  |
| 3.       | talkin' 2 myself（Panasonic「LUMIX FX33」電視廣告歌曲） | 中野雄太             | HΛL      | 4:54  |
| 4.       | decision（MTI「music.jp」電視廣告歌曲）                 | 中野雄太             | 中野雄太 | 4:21  |
| 5.       | GUILTY                                                  | 湯汲哲也             | CMJK     | 4:33  |
| 6.       | fated（日本電影「怪談」主題曲）                         | 萩原慎太郎、松浦晃久 | CMJK     | 5:34  |
| 7.       | Together When...（music.jp電視廣告歌曲）                | 多胡邦夫             | CMJK     | 5:13  |
| 8.       | Marionette -prelude-                                    | 中野雄太             | 中野雄太 | 1:13  |
| 9.       | Marionette                                              | 原一博               | 原一博   | 4:35  |
| 10.      | The Judgement Day                                       | CMJK                 | CMJK     | 1:40  |
| 11.      | glitter（ZESPRI黃金奇異果廣告歌曲）                     | 原一博               | HΛL      | 4:53  |
| 12.      | MY ALL                                                  | 湯汲哲也             | HΛL      | 5:25  |
| 13.      | reBiRTH                                                 | HΛL                  | HΛL      | 1:38  |
| 14.      | untitled ～for her～                                    | 多胡邦夫             | 小林信吾 | 5:33  |
| 总时长： | 总时长：                                                | 总时长：             | 总时长： | 56:00 |

| DVD      | DVD                                   | DVD      | DVD   |
| 曲序     | 曲目                                  | 導演     | 时长  |
| -------- | ------------------------------------- | -------- | ----- |
| 1.       | 距愛 ～Distance Love～（short film）  | 黃海     | 14:50 |
| 2.       | talkin' 2 myself（video clip）        | 井上哲央 | 5:09  |
| 3.       | decision（video clip）                | 竹石涉   | 4:32  |
| 4.       | Together When...（video clip）        | 石井貴英 | 5:29  |
| 5.       | Marionette（video clip）              | 井上哲夫 | 4:56  |
| 6.       | (don't) Leave me alone（video clip）  | 石井貴英 | 4:15  |
| 7.       | glitter（making clip）                |          | 4:49  |
| 8.       | fated（making clip）                  |          | 5:30  |
| 9.       | talkin' 2 myself（making clip）       |          | 3:30  |
| 10.      | decision（making clip）               |          | 5:08  |
| 11.      | Together When...（making clip）       |          | 3:23  |
| 12.      | Marionette（making clip）             |          | 3:07  |
| 13.      | (don't) Leave me alone（making clip） |          | 2:55  |
| 总时长： | 总时长：                              | 总时长： | 67:27 |

## 統計
| 榜單                              | 最高排名 | 銷量                 | 在榜時數 |
| --------------------------------- | -------- | -------------------- | -------- |
| Oricon日間專輯榜 (2008年1月1日)   | 1        | 66,796 39,292 (指數) | 17週     |
| Oricon週間專輯榜 (2008年1月第1週) | 2        | 432,113              | 17週     |
| Oricon月間專輯榜 (2008年1月)      | 2        | 528,855              | 17週     |
| Oricon年間專輯榜 (2008年)         | 17       | 568,288              | 17週     |
| Oricon累積銷量                    | —        | 568,288              | 17週     |